# KF Tirana
Klubi i Futbollit Tirana (conhecido por KF Tirana) é um clube de futebol sediado na cidade de Tirana, capital da Albânia. 
Foi fundado em 16 de agosto de 1920. Em 1927, o clube foi rebatizado com o nome "Sportklub Tirana", em 1947 recebeu a denominação de "17 Nëntori Tirana", entre 1952 e 1956 foi renomeado "Puna Tirana". Em 1991, recuperou seu nome original.
Era o único time albanês que nunca havia sido rebaixado. Com a nona posição obtida na primeira divisão de 2016-17, caiu para a Kategoria e Parë, a segunda divisão nacional.

## Títulos
- Superliga Albanesa : 25 vezes (1930, 1931, 1932, 1934, 1936, 1937, 1964-65, 1965-66, 1967-68, 1969-70, 1981-82, 1984-85, 1987-88, 1988-89, 1994-95, 1995-96, 1996-97, 1998-99, 1999-00, 2002-03, 2003-04, 2004-05, 2006-07, 2008-09,2019-20);
- Copa da Albânia: 16 vezes (1938, 1963, 1976, 1977, 1983, 1984, 1986, 1994, 1996, 1999, 2001, 2002, 2006, 2011,2012 e 2017).

- Supercopa da Albânia : 11 vezes(1994, 2000, 2002, 2003, 2005, 2006, 2007, 2009, 2011, 2012, 2017).

## Recordes

### Maiores artilheiros
| #  | Nome             | Período no clube | Gols | Jogos | Média |
| -- | ---------------- | ---------------- | ---- | ----- | ----- |
| 1  | Indrit Fortuzi   | 1993–2008        | 152  | 210   | 0.724 |
| 2  | Agustin Kola     | 1979–1997        | 133  | ?     | ?     |
| 3  | Arben Minga      | 1977–1996        | 105  | ?     | ?     |
| 4  | Petrit Dibra     | 1971–1980        | 70   | ?     | ?     |
| 5  | Skënder Hyka     | 1965–1974        | 60   | ?     | ?     |
| 6  | Devi Muka        | 1999–present     | 60   | 199   | 0.311 |
| 7  | Niko Xhaçka      | 1961–1972        | 53   | ?     | ?     |
| 8  | Ali Mema         | 1963–1972        | 52   | ?     | ?     |
| 9  | Shkëlqim Muça    | 1979–1988        | 51   | ?     | ?     |
| 10 | Pavllo Bukoviku  | 1964–1970        | 45   | ?     | ?     |
| 11 | Mirel Josa       | 1982–1991        | 44   | ?     | ?     |
| 12 | Josif Kazanxhi   | 1966–1972        | 42   | ?     | ?     |
| 13 | Hamdi Salihi     | 2005–2006        | 42   | 52    | 0.808 |
| 14 | Mahir Halili     | 2001–2005        | 40   | 133   | 0.346 |
| 15 | Eldorado Merkoçi | 1994–2008        | 40   | 162   | 0.247 |
| 16 | Riza Lushta      | 1934–1937        | 38   | ?     | ?     |
| 17 | Hysen Petrela    | 1951–1958        | 38   | ?     | ?     |
| 18 | Florian Riza     | 1988–2000        | 36   | ?     | ?     |
| 19 | Alban Bushi      | 1991–1997        | 33   | ?     | ?     |
| 20 | Sulejman Mema    | 1977–1987        | 32   | ?     | ?     |